# Armata Modlin

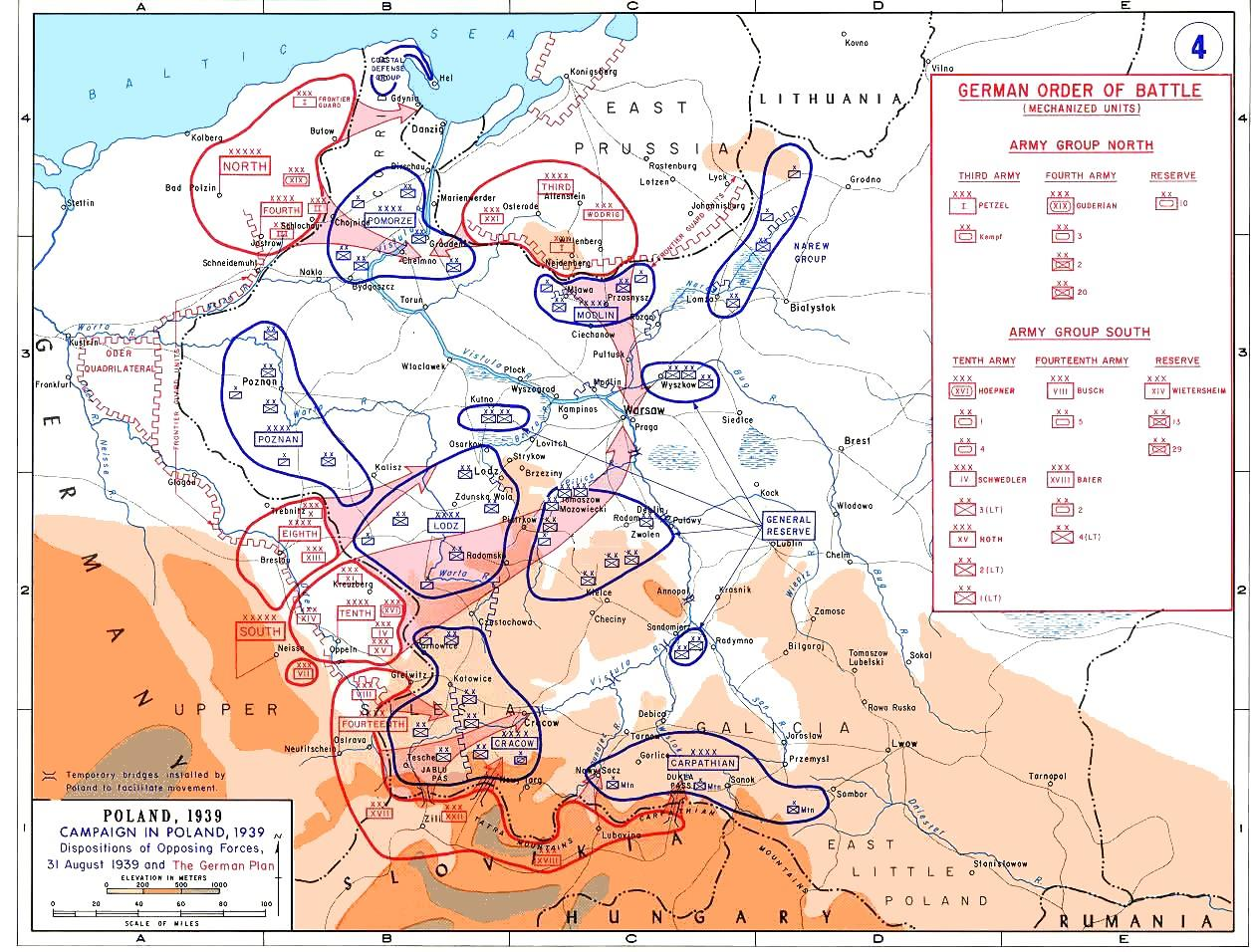
Posizione delle forze polacche e tedesche al 1º settembre 1939; l'Armata Modlin si trova in alto al centro.

L'Armata Modlin (in polacco Armia Modlin) era una delle armate dell'esercito polacco formate all'inizio della seconda guerra mondiale.
Ufficialmente costituita il 23 marzo 1939 al comando del generale Emil Krukowicz-Przedrzymirski, prendeva il nome dalla fortezza di Modlin dove era inizialmente collocato il suo quartier generale ed era incaricata di difendere gli approcci a Varsavia dal nord, controllando il confine con la Prussia orientale tedesca; al momento dell'inizio della campagna di Polonia nel settembre del 1939, l'unità controllava due divisioni di fanteria e due brigate di cavalleria.
Fu tra le prime armate polacche a subire un attacco tedesco durante la seconda guerra mondiale. Il 2 settembre 1939 le forze tedesche della 3. Armee scesero dalla Prussia orientale e costrinsero l'Armata Modlin a ritirarsi lungo la linea della Vistola. Il 5 settembre l'armata tedesca conquistò la città di Piotrków e costrinse le armate polacche asserragliate al centro e al sud a ritirarsi anche loro dietro la linea della Vistola; l'Armata di Modlin dovette abbandonare le sue posizioni il 10 settembre, con parte delle sue forze rimaste asserragliate dentro Varsavia e parte sospinte verso sud. Al termine della battaglia di Tomaszów Lubelski (17-26 settembre) i resti dell'armata furono costretti alla resa dalle forze tedesche.